# Pays de Faverges
Ne doit pas être confondu avec Communauté de communes des Sources du Lac d'Annecy ou Trouée d'Annecy.
Le pays de Faverges ou vallée de faverges est une petite région naturelle située au sud du lac d'Annecy. Il est constitué du centre de la trouée d'Annecy, entouré du massif des Bauges au sud, du massif des Bornes au nord et de la fin de la chaîne des Aravis à l'est. Le pays de Faverges est un pays savoyard, faisant partie du canton de Faverges, 2e circonscription de Haute-Savoie, arrondissement d'Annecy, département de la Haute-Savoie, région Auvergne-Rhône-Alpes.

## Géographie

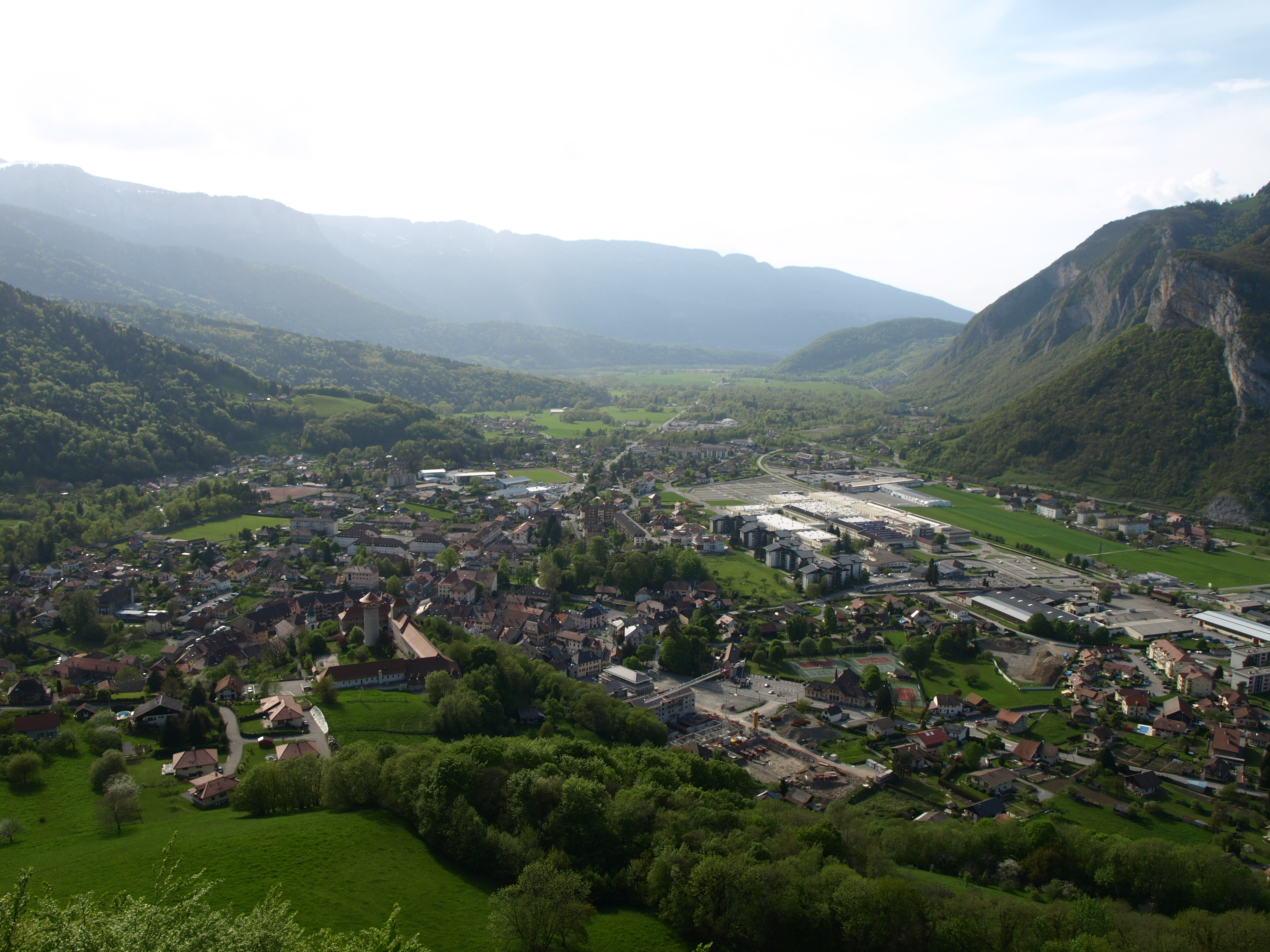
Ville et pays de Faverges (vers lac d'Annecy).

### Situation
Le pays de Faverges est une vallée située en amont de la cluse et du lac d'Annecy, appelée également vallée de Faverges. Celui-ci appartient à l'ensemble plus vaste de la trouée d'Annecy, tout en formant une sous-entité bien distincte. Ce territoire s'étend à peu près sur 12 km d'est en ouest et sur 14 km du nord au sud. Le géographe Raoul Blanchard l'a décrit ainsi : « profond, étroit et contourné, est le vrai type d'une vallée montagnarde » par opposition aux grandes vallées intra-alpines de l'avant-pays.
La vallée de Faverges est un bassin ou une dépression correspondant à un pli, réalisée par la trouée glaciaire d'Annecy-Ugine, que l'on appelle parfois pour cette section « trouée de Faverges ». Le fond plat de la vallée correspond donc à une plaine alluviale. Au niveau de Faverges, cette vallée connaît un resserrement appelée cluse. Dans cette vallée, l'altitude peut varier entre 470 m sur les rebords ouest à environ 500 m sur les versants opposés. On aperçoit depuis certains lieux de la commune la cime du mont Blanc, en direction du nord-est.
Principalement située dans la plaine sur les versants des massifs, à l'exception de la commune de Montmin, le territoire de la vallée est traversé par deux cours d'eau ou torrents de montagne, le Saint-Ruph ou Eau Morte, qui prend sa source, à l'ouest, dans le massif des Bauges et se déverse, au nord, dans le lac d'Annecy, et, à l'est, la vallée de la Chaise, en provenance du massif des Bornes se jette dans la rivière de l'Arly, au niveau d'Ugine, dans le département de la Savoie, voisin.
Les principaux sommets de cette sous-région sont la Tournette (2 351 m), la pointe de la Sambuy (2 198 m), le mont Trélod (2 181 m), la dent de Cons (2 062 m), la pointe de la Beccaz (2 041 m) et le crêt des Mouches (2 032 m).

### Communes

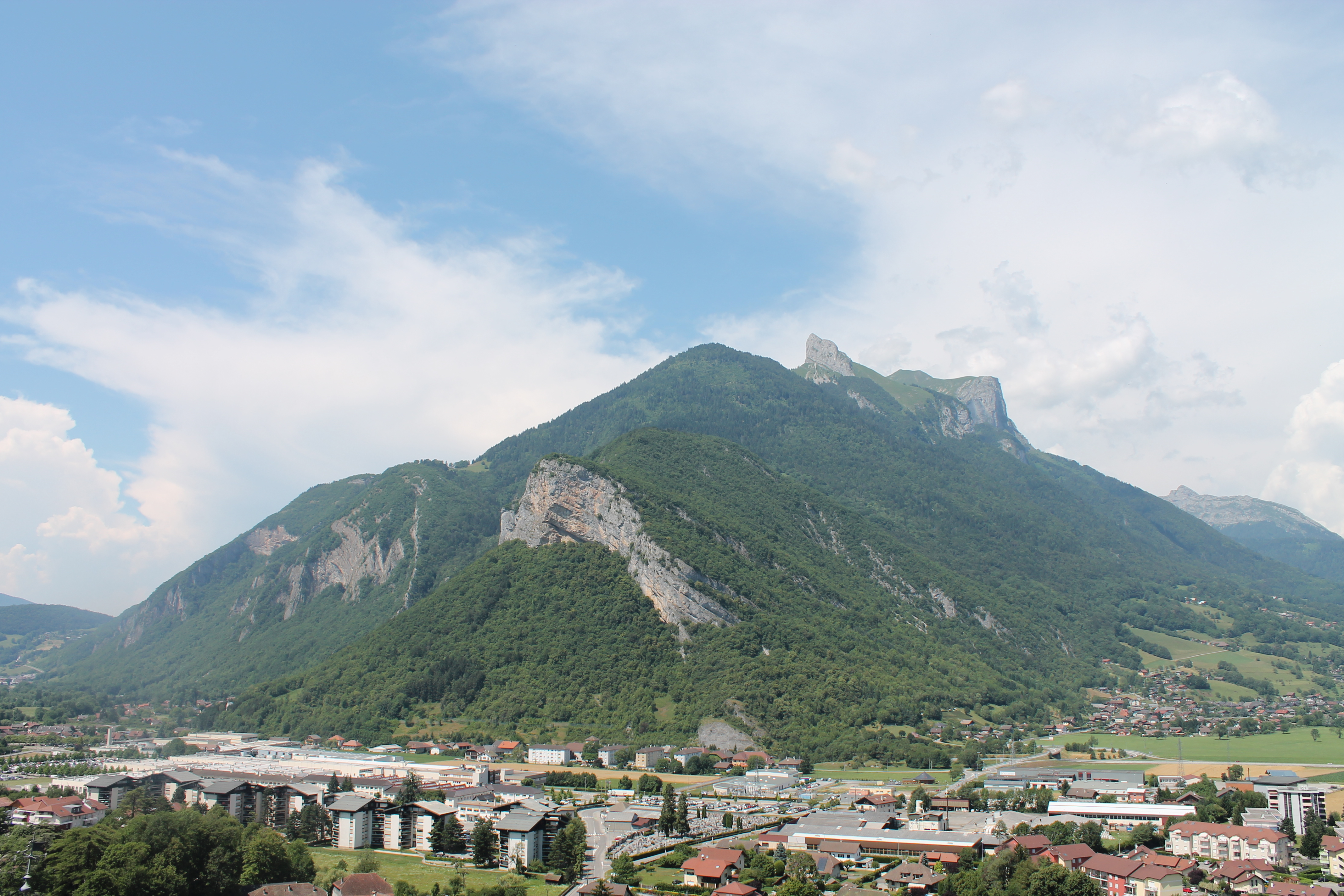
Au premier plan la zone industrielle de Viuz. Au second, le rocher de Viuz, dans l'axe le sommet l'Arpettaz, enfin en arrière-plan, la pointe de Chauriande (à gauche, 1803 m) et l'Arclozan (à droite). Entre les deux se trouve le crêt des mouches (2 033 m).

Le pays de Faverges est organisé administrativement autour de la communauté de communes des Sources du Lac d'Annecy, regroupant sept communes ainsi que le village de Montmin réunis à Talloires en 2016 (devenant Talloires-Montmin), appartenant au canton de Faverges.
| Nom                        | Code Insee | Gentilé           | Superficie (km2) | Population (dernière pop. légale) | Densité (hab./km2) |
| -------------------------- | ---------- | ----------------- | ---------------- | --------------------------------- | ------------------ |
| Faverges-Seythenex (siège) | 74123      |                   | 59,27            | 7 611 (2014)                      | 128                |
| Doussard                   | 74104      | Doussardiens      | 20,14            | 3 607 (2014)                      | 179                |
| Giez                       | 74135      | Gicans            | 12,65            | 561 (2014)                        | 44                 |
| Chevaline                  | 74072      | Chevalinois       | 14,16            | 204 (2014)                        | 14                 |
| Lathuile                   | 74147      | Lathuiliens       | 8,76             | 1 009 (2014)                      | 115                |
| Saint-Ferréol              | 74234      | Saint-Ferréoliens | 16,79            | 817 (2014)                        | 49                 |
| Val de Chaise              | 74167      |                   | 18,70            | 1 305 (2014)                      | 70                 |

### Voies de communications
La vallée est traversée par l'ex-RN508 aujourd'hui route départementale 1508 qui se dirige au nord vers Annecy (env. 40 minutes) et au sud vers Albertville (env. 25 minutes), via Ugine (env. 20 minutes). Elle contourne le centre-ville de Faverges par une rocade au nord de l'agglomération, depuis 1993. Dans cette direction, il est possible de rejoindre l'autoroute A41, située à 19 km à la sortie d'Albertville, permettant de se diriger vers les stations de sports d'hiver de la vallée de la Tarentaise ou de rejoindre la combe de Savoie menant à la vallée de Maurienne ou les métropoles de Chambéry ou de Grenoble. En remontant vers le nord, en traversant Annecy, il est possible de rejoindre l'autoroute A430 (sortie Annecy-sud à 25 km ou Annecy-nord à 28 km) permettant de se rendre vers la vallée de l'Arve à l'est ou de se diriger vers Chambéry, via Aix-les-Bains à l'ouest. On peut éventuellement rejoindre l'autoroute A40, dite « autoroute blanche » en empruntant l'ancienne RN508 direction Frangy.
L'axe est fréquenté par  de 8 100 véhicules par jour, notamment par les poids lourds qui représentent environ 85 % du trafic.
À partir d'Annecy, on peut se connecter au réseau ferré de la plate-forme multimodale de la gare d'Annecy ou bien prendre l'une des compagnies aériennes de l'aéroport d'Annecy Haute-Savoie Mont-Blanc (25 km) situé sur la commune de Meythet. Pour les vols internationaux, on peut emprunter soit l'aéroport français de Lyon-Saint-Exupéry (150 km soit environ 1h45), soit celui plus proche de Genève Cointrin en Suisse (75 km soit environ 1h05).
Le fond de la vallée est parcourue par une piste cyclable, implantée sur l'ancien tracé de chemin de fer, longeant la RD1508, entre Annecy et Albertville, s'arrêtant pour la Haute-Savoie sur la commune de Marlens, mais se prolongeant en direction de la Savoie,. Le dernier tronçon reliant Giez à Marlens a été réalisé entre 2004-2005. Elle est dénommée « la voie verte » et mesure 30 km de long,. Elle est gérée par le syndicat intercommunal du lac d'Annecy (SILA). Cette piste cyclable est considérée comme l'une des plus fréquentées de France.
On peut aussi se rendre à Annecy par bateau depuis l'embarcadère de Doussard, grâce à l'une des trois liaisons journalières proposées par la Compagnie des bateaux du lac d'Annecy.

## Histoire

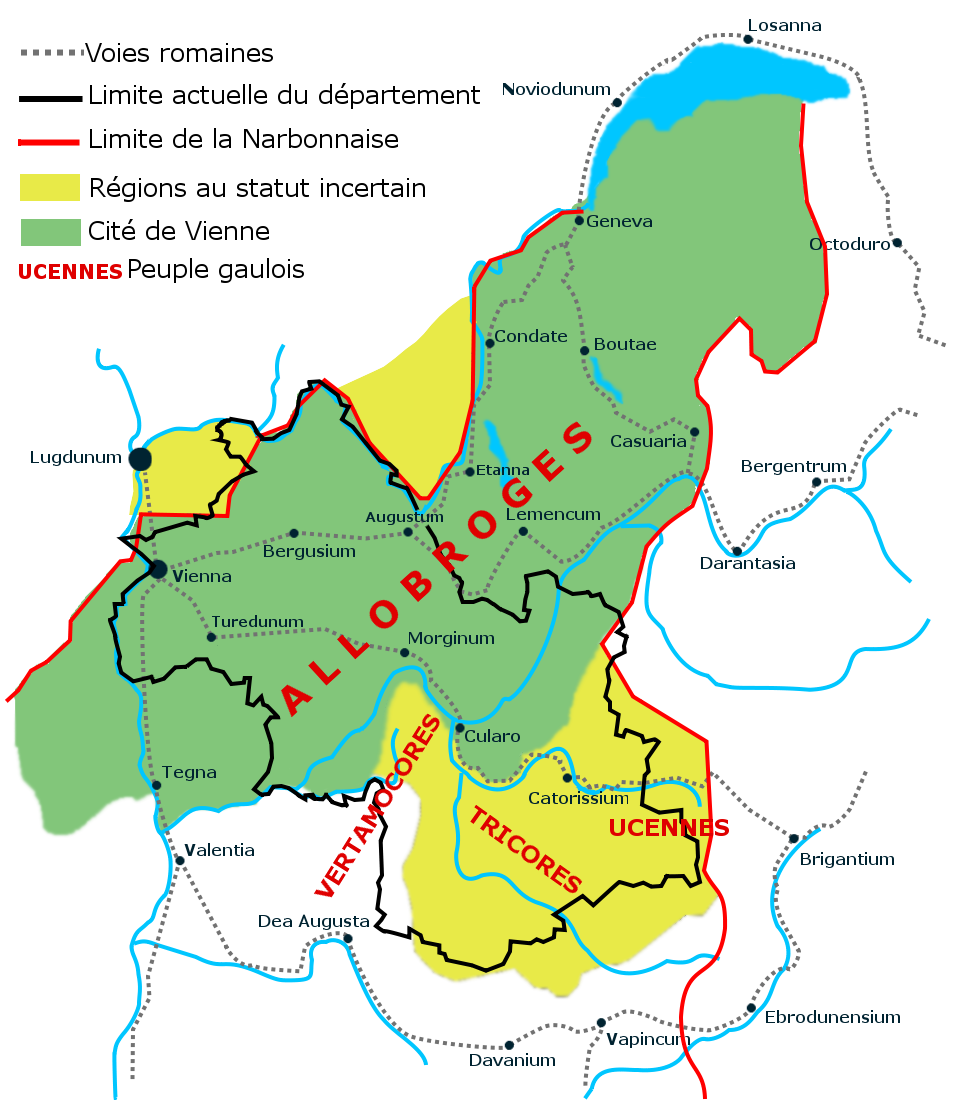
Territoire des Allobroges, avec mention de Casuaria.

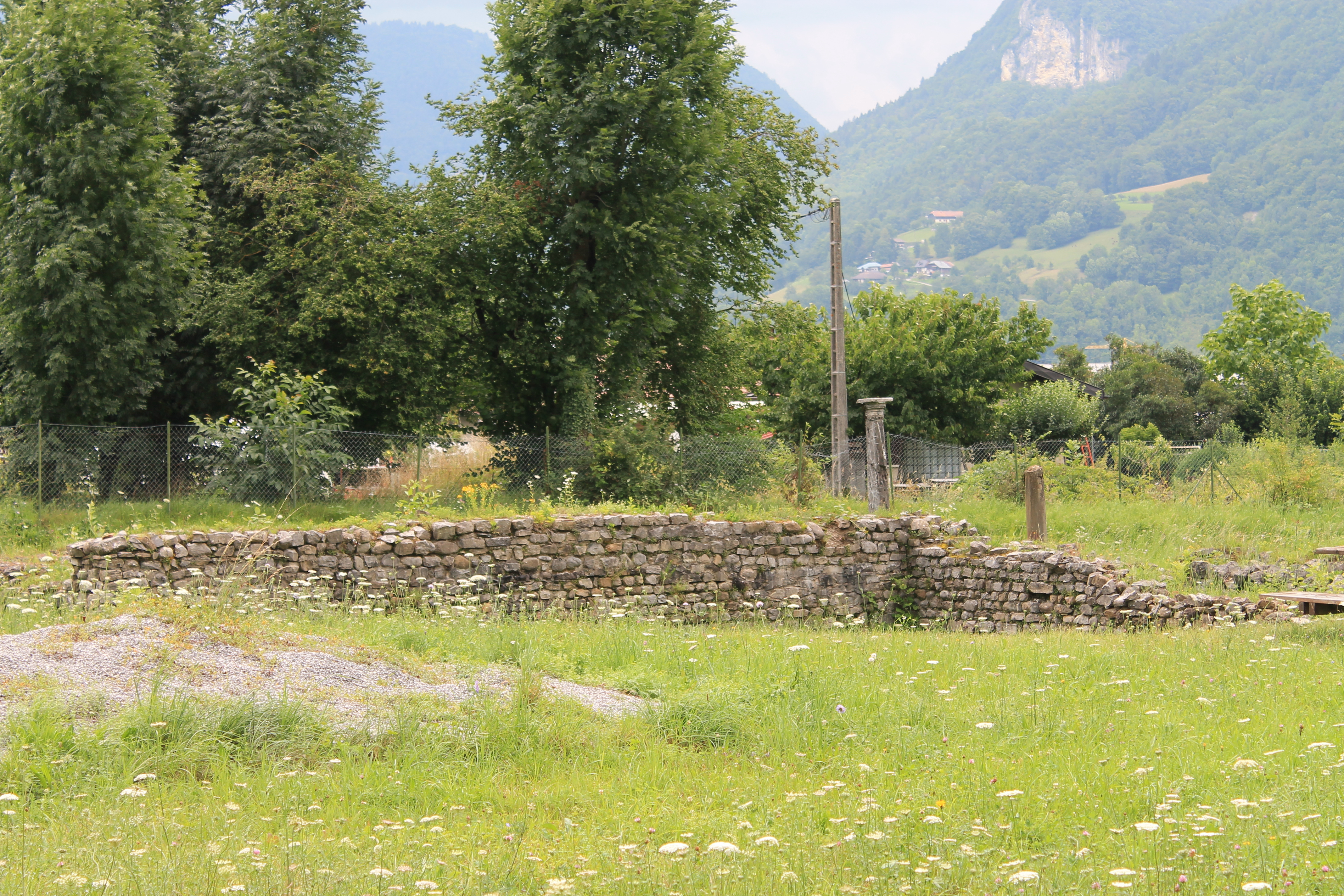
Thermes antiques.

La plaine de Faverges semble occupée dès la période protohistorique. Le musée archéologique de Viuz-Faverges présente ainsi une hache en cuivre dite d'Englannaz, qui serait datée de la période dite « chalcolithique » (appelée aussi âge du cuivre), correspondant à la « période où un outillage, principalement en pierre, peut être complété par des objets en cuivre travaillé » (Doussard, Saint-Ferréol).
La vallée de Faverges se trouve en territoire des Allobroges, qui contrôlent l'avant-pays plat, entre le Rhône et les Alpes. Les Romains interviennent dans les environs à partir du IIe siècle av. J.-C. Une fois le territoire pacifié, ils construisent des routes afin de commercer et notamment la route secondaire reliant Turin à Genève, passant par le village de Verthier en provenance de la mansio Casuaria (village de Viuz sur la commune de Faverges), qui se développe au Ier siècle. Cette voie romaine secondaire suit peu ou prou le tracé de l'ancienne RN508. On a également trouvé des traces aux alentours (Bredannaz, Bout-du-Lac, Faverges).
En 1016, le roi Rodolphe III de Bourgogne donne à son épouse, la reine Hermengarde, les droits sur les localités de Dulsatis (Doussard), de Marsiacum (Marceau), de Vesonam (Vesonne) et de Marlendis (Marlens). On retrouve différentes mentions des villages et paroisses dans les documents du Moyen Âge, comme le cartulaire de l'abbaye de Talloires de la fin du XIIe siècle- début du XIIIe siècle.
Au début de cette période, la vallée est contrôlée par deux puissances régionales : d'un côté, les seigneuries de Beauvivier avec Verthier et de Lathuile, en lien avec les grands seigneurs de Duin, appartiennent au comté de Genève, et de l'autre les seigneuries de Giez et surtout de Faverges, qui avec sa tour-donjon contrôle les différentes routes locales, sont vassales des comtes de Savoie. Vers la fin du XIVe siècle, la seigneurie de Faverges est inféodée au comté de Genève. Faverges devient un châtellenie regroupant les paroisses de Cons, Doussard, Giez, Marlens, et Saint-Ferréol. Le comté de Genève est acheté, en 1401, par le comte Amédée VIII de Savoie. Faverges perd son rôle stratégique.
À partir de l'extrême fin du XVIIIe siècle, la ville de Faverges voit le développement d'une proto-industrie avec l'exploitation du coton puis de la soie, due notamment à la famille Duport,,. Le Dictionnaire du duché de Savoie (1840) indique que les hameaux de Viuz et des Murets produisent un vin de bonne qualité, contrairement aux autres productions du territoire.
En 1902, l'activité du tissage de la soie, après avoir connu un fort ralentissement, reprend grâce aux investissements de l'industriel suisse Stunzï,,. Sept ans plus tard, une autre entreprise suisse, originaire du même village que l'entreprise précédente, Stäubli, s'installe et démarre la fabrication de ratières, qui sont des programmateurs pour métiers à tisser commandant par exemple l'entrecroisement des fils de chaîne ou de trame pour tous les types de tissu. Au début des années 1920, Simon Tissot-Dupont, originaire du village de Saint-Ferréol, mais vivant à Paris, installe à Faverges une usine de production pour son entreprise (ST Dupont),.

## Administration
Le territoire du pays de Faverges est géré en partie par la Communauté de communes des Sources du Lac d'Annecy, dont le siège se trouve dans la commune de Faverges-Seythenex.

## Activités économiques

### Agriculture
- Agriculture de montagne : élevage, fromages, fourrage, miel

Présence de productions valorisées AOC comme les fromages (abondance, le reblochon, le chevrotin ou encore la tome des Bauges) ainsi que des produits ayant obtenu le sigle IGP (tomme de Savoie, emmental de Savoie, fruits de Savoie comme les pommes ou les poires).

### Industrie et commerce
- Petites et moyennes industries sur Faverges
- Emplois industriels à Ugine et Albertville
- Nombreux emplois à Annecy et Genève
- Artisanat

### Tourisme

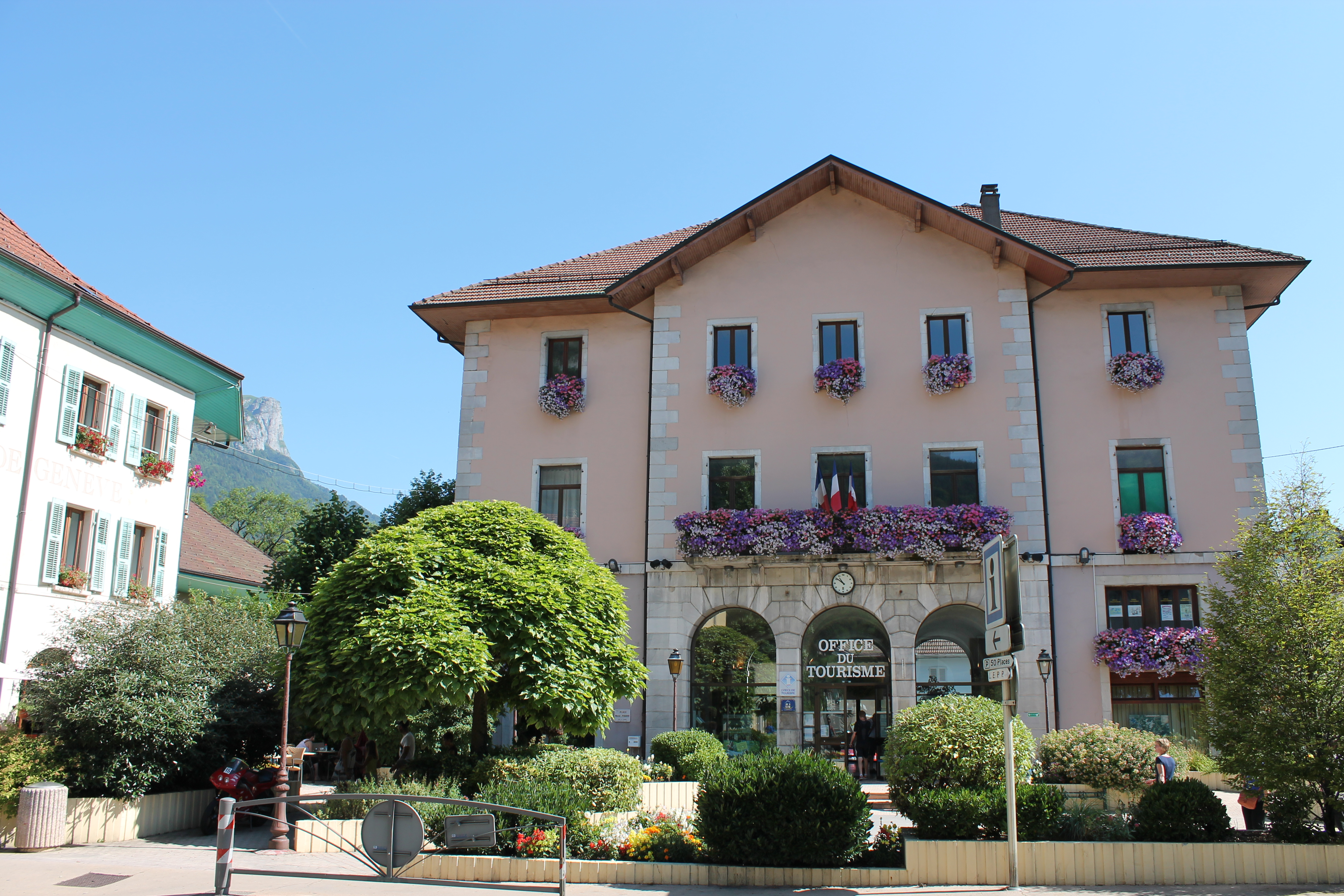
Ancienne mairie de Faverges devenue office du tourisme.

Le pays de Faverges est tourné vers le tourisme avec la présence du lac d'Annecy du côté de Doussard, les stations de ski de La Sambuy-Seythenex, du Val de Tamié et de Montmin, ainsi que l'exploitation du patrimoine local (musée, château, etc.). La promotion touristique de la ville se fait par l'intermédiaire de l'office du tourisme de la communauté de communes « Sources du lac d’Annecy - Pays de Faverges ». L'office de tourisme cantonal, mis en place dans les années 1980, est installé dans l'ancienne mairie de la ville de Faverges.
Le territoire permet une offre touristique variée avec une cinquantaine d’établissements sur l'ensemble du territoire, soit environ 12 300 lits touristiques (dont 50 % en campings - hôtellerie de plein air). Le château de Faverges, acheté par la commune de Faverges en 1980, a fonctionné comme centre de vacances associatif avec une offre de restauration et d'hébergement de 400 lits. Cette large offre touristique de la ville est à mettre en lien avec le développement de la station de Seythenex dans les années 1980, faisant l'objet d'un contrat station-vallée Pays de Faverges.

## Culture et patrimoine
- Monuments (châteaux, etc.)
- Religion (églises, etc.)
- Sport (golf, ski)
- Parc/Réserve
- Site remarquable

### Monuments, curiosités et sites naturels
Musées
- Musée Archéologique de Viuz-Faverges à côté de l'église Saint-Jean-Baptiste  Inscrit MH (1926) édifiée sur un ancien temple romain.
- Muséum des papillons et insectes du château

Patrimoine architectural
- Thermes antiques de Faverges  Classé MH ( 1992)
- Château de Faverges  Inscrit MH (1992), Château de Gye, Château de Lathuile
- Abbaye de Tamié (marquant la limite avec le département de la Savoie)
- Pont sur l'Eau Morte  Inscrit MH (1974)
- Tour de Beauvivier
- Maison Blain  Inscrit MH (1974)

Sites naturels
- Col de la Forclaz, une des plus belles vues sur le lac d'Annecy
- Roc des Bœufs
- Réserve naturelle du Bout-du-Lac
- Montagne de La Tournette
- Montagne du Charbon
- Combe d'Ire
- Grotte et cascade de Seythenex

### Activités de sports et de loisirs
- Sports : Golf de Giez, le col de la Forclaz est un haut-lieu du parapente en France, baignades et sports nautiques (lac d'Annecy), nombreuses rivières à pêche et plans d'eau.; piste cyclable de 40 km d'Annecy à Albertville en passant par faverges; nombreuses randonnées à pied (bauges : orgeval, belle étoile); tournette
- Pratique du ski : stades de neige de La Sambuy-Seythenex et de Montmin, domaine nordique du Val de Tamié - les Combes ;
- Excursions proches : Lac d'Annecy, Talloires (9 km), Annecy (20 km), Albertville (14 km), vignobles de la Combe de Savoie (30 km), vallée de l'Isère (20 km), Megève (30 km).
- Rallye du Pays de Faverges (28e édition en avril 2012. 150 équipages inscrits sur les 3 circuits.

### Évènements sportifs et culturels
- Printemps :
  - Trail de Faverges, course à pied, 700 participants,
  - Troc'Collections,
  - Le printemps des chèvres (biennale),
  - Rallye du Pays de Faverges (30e édition en avril 2014)
- Été : Biennale du livre savoyard (biennale)
- Automne : Salon de la carte postale
- Hiver :
  - Tournette Sambuy Millet (TS Millet)

#### Ouvrages généraux
- Henri Baud, Jean-Yves Mariotte, Jean-Bernard Challamel, Alain Guerrier, Histoire des communes savoyardes. Le Genevois et Lac d'Annecy (Tome III), Roanne, Éditions Horvath, 1981, 422 p. (ISBN 2-7171-0200-0)..
- Paul Guichonnet, Nouvelle encyclopédie de la Haute-Savoie : Hier et aujourd'hui, Montmélian, La Fontaine de Siloé, 2007, 399 p. (ISBN 978-2-84206-374-0, lire en ligne). .

#### Ouvrages spécifiques
- Albert Ramella-Pezza, Le Bassin favergien, Édition Alan Sutton, coll. « Mémoire en images », 2007, 160 pages,  (ISBN 978-284910-590-0).
- Michel Duret (sous la dir.), Au Pays de Faverges, Édition Alan Sutton, coll. « Mémoire en images », Première édition 1998, 2000, 128 pages,  (ISBN 978-2-84253-180-5).
- Michel Duret (sous la dir.), Faverges et son canton : balade historique, Amis de Viuz-Faverges, 1991, 32 pages.
- Bernard Pajani, Faverges et ses environs : un moment de son histoire, 1906, un aspect de sa vie, B. Pajani, 1982, (ASIN B0014KWCLA), 166 pages. 74 cartes postales illustrées et commentées.